# Wacton (Norfolk)
Wacton is een civil parish in het bestuurlijke gebied South Norfolk, in het Engelse graafschap Norfolk met 302 inwoners.